# Ariel Ameijenda
Ariel Ameijenda (20 de febrero de 1963, Montevideo) es un luthier, músico y profesor uruguayo.

## Biografía
Nacido en Montevideo, Uruguay Ariel Ameijenda aprendió el oficio de luthier de su padre Manuel. Realizó sus estudios de musicología en la Escuela Universitaria de Música de la Universidad de la República.
En 1986 diseña el sitarel, instrumento de cuerda electroacústico.
En 1992, 1994 y 1996 viaja a la India donde estudia con renombrados intérpretes como el célebre sitarista de Dehli: Saeed Zafar Khan, quien lo adopta como discípulo y miembro de su familia. Con él profundiza en la técnica de ejecución del sitar.
Compuso música para teatro en varias oportunidades obteniendo el Premio Florencio otorgado por la crítica en 1997 y una nominación para la terna del mismo en 1999.
En la actualidad se dedica a la construcción de guitarras clásicas, en su taller en la localidad de Playa Hermosa, Maldonado, Uruguay, al pie del Cerro de los Burros.  
Sus guitarras son apreciadas por guitarristas profesionales y concertistas en diferentes continentes. 
Guitarras fabricadas en el taller de Ameijenda han sido vendidas a músicos en más de 30 países, siendo comercializadas por los más prestigiosos Salones de la guitarra. Sus instrumentos se destacan por su equilibrio, timbre, dinámica y comodidad.

## Discografía
| Año  | Título  | Sello          | Otros                                                      |
| ---- | ------- | -------------- | ---------------------------------------------------------- |
| 2000 | Ofrenda | NIRMALAM Music | CD con el percusionista Nicolás Arnicho, (en formato ogg). |